# Клемещей
Клемеще́й (рос. Клемещей, ерз. Клемещей) — присілок у складі Теньгушевського району Мордовії, Росія. Входить до складу Барашевського сільського поселення.
Населення — 48 осіб (2010; 83 у 2002).
Національний склад (станом на 2002 рік):
- росіяни — 99 %